# Sublime
Pour les articles homonymes, voir sublime (homonymie).

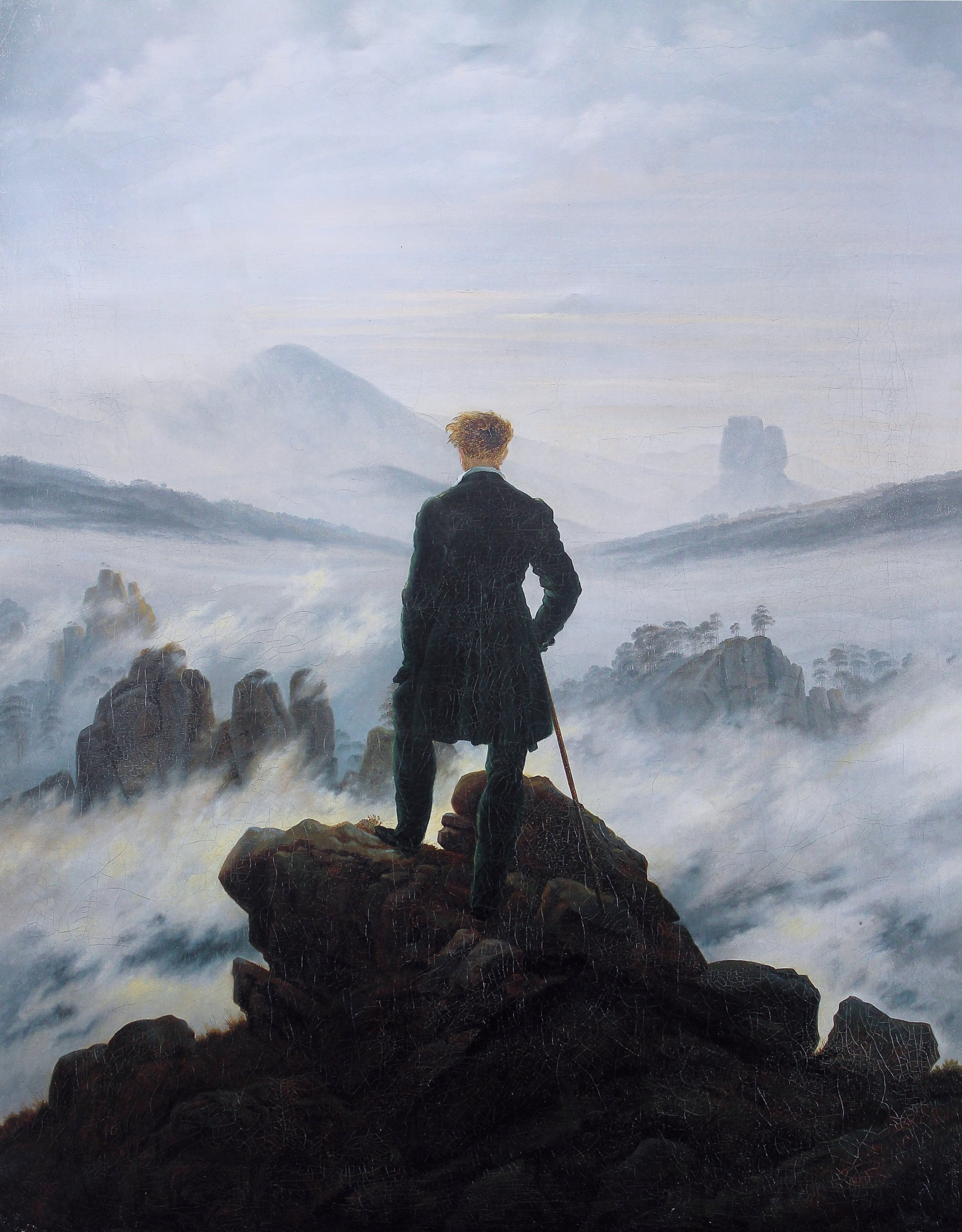
Le Voyageur contemplant une mer de nuages (1818) de Caspar David Friedrich, Kunsthalle Hamburg.
L'artiste romantique du XIXe siècle utilise la grandeur de la nature comme une expression du Sublime.

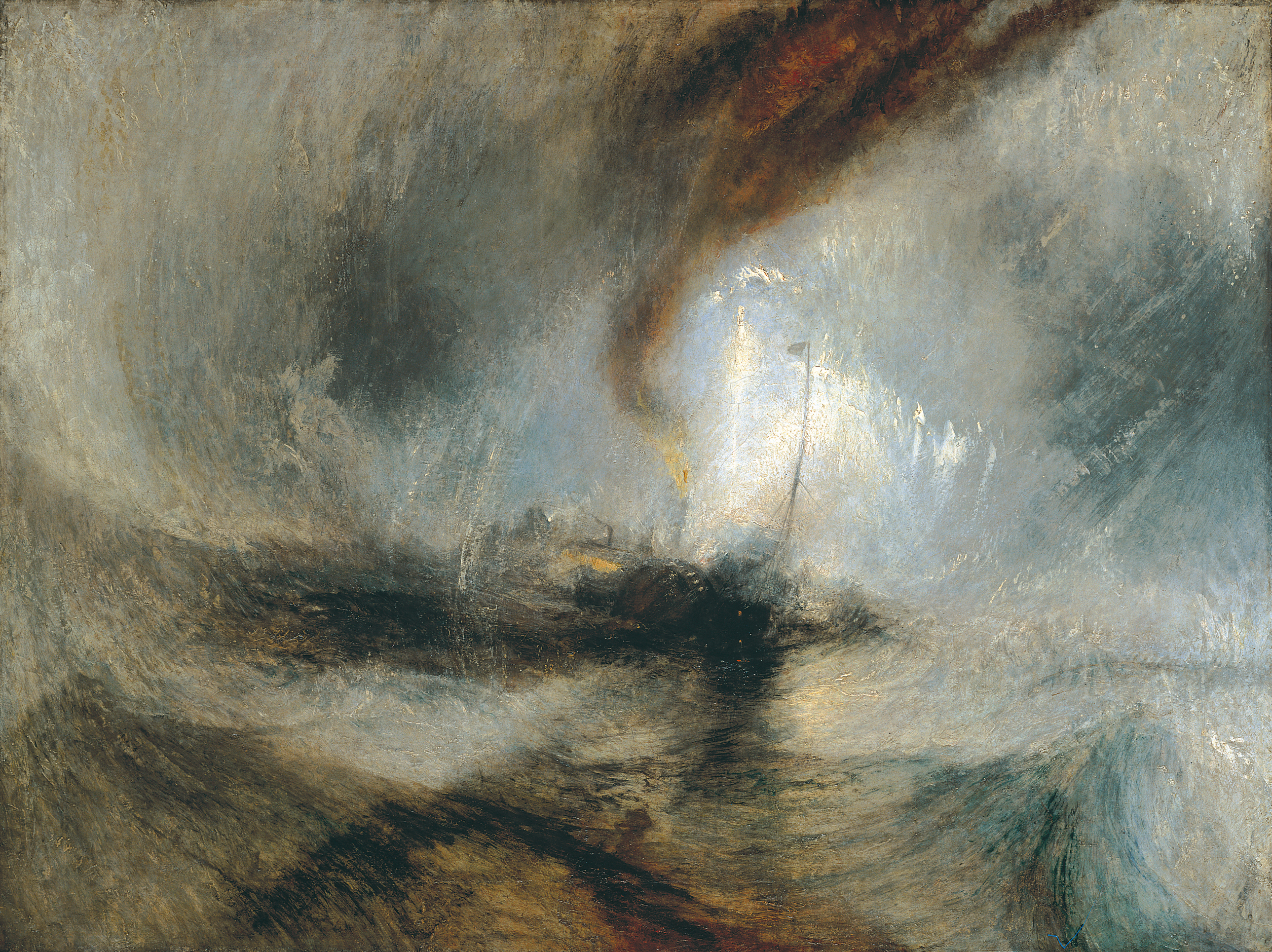
Le tableau Tempête de neige en mer de Turner (1842) montre un ciel tumultueux et un bateau à vapeur en détresse, submergé par les vagues de la mer du Nord se confondant avec les tornades de neige. Le peintre propose une nouvelle conception de la beauté, fondée sur l'émotion ressentie devant les forces de la nature qui deviennent la source principale du sentiment de terreur qui se mêle au sublime, mais sans le constituer.

Sublime (latin : sublimis, « qui va en s'élevant » ou « qui se tient en l'air ») désigne dans le langage quotidien une chose grandiose et impressionnante (renversante), qui ne peut néanmoins être perçue ou comprise qu'avec une sensibilité très fine.
Comme concept esthétique, le sublime désigne une qualité d'extrême amplitude ou force, qui transcende le beau. Le sublime est lié au sentiment d'inaccessibilité (vers l'incommensurable). Comme tel, le sublime déclenche un étonnement, inspiré par la crainte ou le respect.

## Esthétique du sublime

### Origines
La notion de sublime est d'origine antique, un traité de rhétorique du Pseudo-Longin y est consacré (Περὶ ὕψους / Peri ýpsous, ýpsous étant à la base un terme mathématique désignant l'élévation).
Elle est reprise par Nicolas Boileau et fait partie intégrante de l'esthétique du classicisme, avant sa réinterprétation radicale par Burke et Kant, avant de devenir un concept central du romantisme.

### En Angleterre pré-romantique
Le concept d'esthétique du sublime apparaît en particulier en Angleterre, avec le développement du Grand Tour, où les splendeurs immenses de la Nature que contemplent les voyageurs les amènent à décrire leur sensation en faisant appel au sens du sublime.
C'est en particulier le cas de Joseph Addison, qui part effectuer son Grand Tour en 1699, et écrit dans ses Remarks on Several Parts of Italy etc. que « les Alpes remplissent l'esprit d'un plaisant sentiment d'horreur. ». Dans ce sens, le sublime apocalyptique en est un sous-genre.
La signification du concept du sublime d'Addison est que les trois plaisirs de l'imagination qu'il a identifiés, la grandeur, la singularité et la beauté, proviennent d'objets visibles (c'est-à-dire de la vue, plutôt que de la rhétorique). Il est également à noter qu'en écrivant sur le « sublime dans la Nature du dehors », il n'a pas recours au terme « sublime », mais à des termes qui peuvent être compris comme des superlatifs absolus, tels que « sans bornes », « sans limites », ou encore « vaste », « grandeur », voire à l'occasion des termes dénotant l'excès.
Pour Addison, la grandeur, le grandiose, fait partie intégrante du concept de « sublime ». Un objet d'art peut être beau sans atteindre à la grandeur. L'œuvre d'Addison Pleasures of the Imagination peut, aux côtés du Pleasures of the Imagination (1794) de Mark Akenside et des Night Thoughts d'Edward Young, être considérée comme le point de départ de l'analyse du sublime développée par Edmund Burke.
Edmund Burke puis Kant estiment que la beauté n’est pas l’unique valeur esthétique. On peut lier leur réflexion à l'essor du préromantisme à partir du milieu du XVIIIe siècle. Devant une tempête déchaînée ou une symphonie de Beethoven, c’est le sentiment du sublime, plus que du beau, qui dominerait. Né de la volonté d’exprimer l’inexprimable, le goût du sublime détrône celui du beau que les deux philosophes opposent systématiquement. À la différence de Vico, Burke « met l'accent sur les aspects négatifs [de l'émergence du goût pour le sublime] et inscrit sa recherche dans un double horizon : la fondation d'une science des passions humaines et l'habilitation du sublime visuel », lequel se fonde sur un plaisir négatif, le délice, surgissant sur fond de douleur. En d'autres termes, le délice est un sentiment de l'éloignement ou de l'atténuation d'une douleur (telle que les passions ou toutes les choses qui menacent l'intégrité physique, morale et psychologique d'une personne) ou d'un danger (telles que les catastrophes humaines ou naturelles) dont l'homme conserve toutefois l'empreinte sous forme de crainte.

Ainsi, pour Edmund Burke, 

« Tout ce qui est propre à exciter les idées de la douleur et du danger, tout ce qui est en quelque sorte terrible, est source du sublime, c’est-à-dire capable de susciter la plus forte émotion que l’âme puisse ressentir. »

— Edmund Burke, Recherche philosophique sur l’origine de nos idées du sublime et du beau, 1757

## Chez les romantiques duXIXesiècle
Les premiers romantiques français, très inspirés par le pré-romantisme anglais et allemand (notamment du fait de l'exil révolutionnaire), reprennent le terme à leur compte et en font un des concepts centraux du romantisme. S'il est très présent dans Racine et Shakespeare de Stendhal (1825), c'est surtout Victor Hugo qui contribue à ce statut, en particulier dans la Préface de Cromwell (1827), où il affirme que « tout dans la création n’est pas humainement beau, que le laid y existe à côté du beau, le difforme près du gracieux, le grotesque au revers du sublime, le mal avec le bien, l’ombre avec la lumière », affirmant que « c’est de la féconde union du type grotesque au type sublime que naît le génie moderne ».
Le sublime est pour les romantiques un excès, qui élève l'Homme au-dessus de lui-même, là où la beauté n'est que perfection formelle. De là, il est lié à la souffrance, soit que celle-ci soit nécessaire pour accéder au sublime (les héros hugoliens n'y parviennent que par le sacrifice, débouchant sur une transfiguration), soit que le sublime soit source de souffrance, notamment chez Baudelaire.

## Exposition
- Sublime : les tremblements du monde, centre Pompidou-Metz, juin-septembre 2016.